# Dasychira fumosa
Dasychira fumosa är en fjärilsart som beskrevs av Holland 1893. Dasychira fumosa ingår i släktet Dasychira och familjen tofsspinnare. Inga underarter finns listade i Catalogue of Life.